# Distretto di Las Tablas
Il distretto di Las Tablas è un distretto di Panama nella provincia di Los Santos con 27 146 abitanti al censimento 2010.

## Geografia antropica

### Suddivisioni amministrative
Il distretto è suddiviso in 24 comuni (corregimientos):
- Las Tablas
- Bajo Corral
- Bayano
- El Carate
- El Cocal
- El Manantial
- El Muñoz
- El Pedregoso
- La Laja
- La Miel
- La Palma
- La Tiza
- Las Palmitas
- Las Tablas Abajo
- Nuario
- Palmira
- Peña Blanca
- Río Hondo
- San José
- San Miguel
- Santo Domingo
- El Sesteadero
- Valle Rico
- Vallerriquito